# Romano de Simon
Romano Silvio de Simon (n. 12 ianuarie 1900, Târgoviște, Dâmbovița, România – d. 1981) a fost un arhitect român de origine italiană, cunoscut prin proiectarea unor remarcabile edificii din Târgoviște, București, Ploiești și Constanța.

## Biografie
Născut la Târgoviște, într-o familie din comunitatea de italieni stabilită în acest oraș, a urmat cursurile primare și secundare de învățământ în fosta capitală a Țării Românești. Este absolvent al Academiei Regale de Belle Arte din Parma⁠(d). După absolvirea studiilor a revenit în orașul natal, unde a predat desenul și limba italiană la Liceul Comercial din Târgoviște, actualmente Colegiul Economic „Ion Ghica”. A fost profesor la Institutul de Arhitectură „Ion Mincu” din București.
în anul 1935 i s-a acordat naturalizarea cu dispensă de stagiu, situație urmată de acceptarea sa în rândul arhitecților diplomați cu drept de liberă practică și înscrierea în tabloul arhitecților diplomați din România, după cum o atestă legitimația eliberată la 30 august 1935.
După planurile sale s-au ridicat clădiri și monumente celebre, dintre care amintim monumentul dedicat eroilor din Războiul pentru Reîntregirea Neamului de la Mănăstirea Dealu și clădirea Băncii Naționale din Târgoviște, dar și clădiri industriale, case, biserici ortodoxe și catolice. Edificiile sale, adevărate monumente de arhitectură, se găsesc în București, Constanța, Ploiești, Târgu Frumos și Târgoviște. A dat dovadă de o creativitate extraordinară, în operele sale folosind o arhitectură variată, de la stilul neoclasic și eclectic, până la cel neoromânesc.
A trecut la cele veșnice în anul 1981. La dorința sa a fost incinerat, iar urna cu cenușă a fost depusă în cripta familiei De Simon în Cimitirul Catolic „Sfânta Maria” din Târgoviște, unde se află și astăzi. Nu a avut urmași, lăsând în urma lui doar vasta sa operă, cea mai mare parte din construcțiile sale aflându-se în orașul său natal, Târgoviște.

## Realizări arhitecturale importante
- Biserica Sfântul Anton de Padova din Constanța
- Biserica Sfânta Tereza din București
- Biserica Cristos Rege din Ploiești

### Galerie

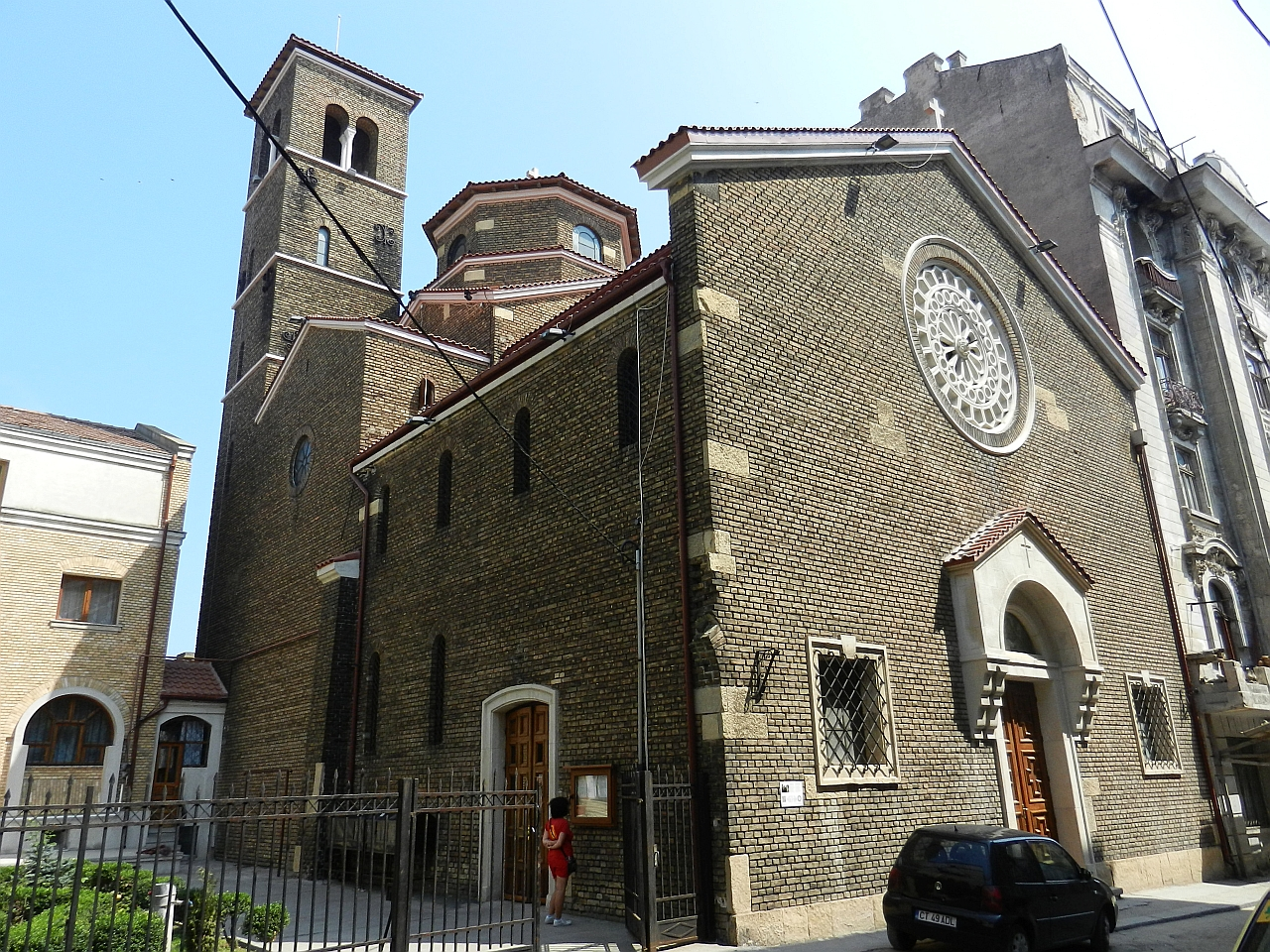
Biserica Sfântul Anton de Padova din Constanța - intrarea principală
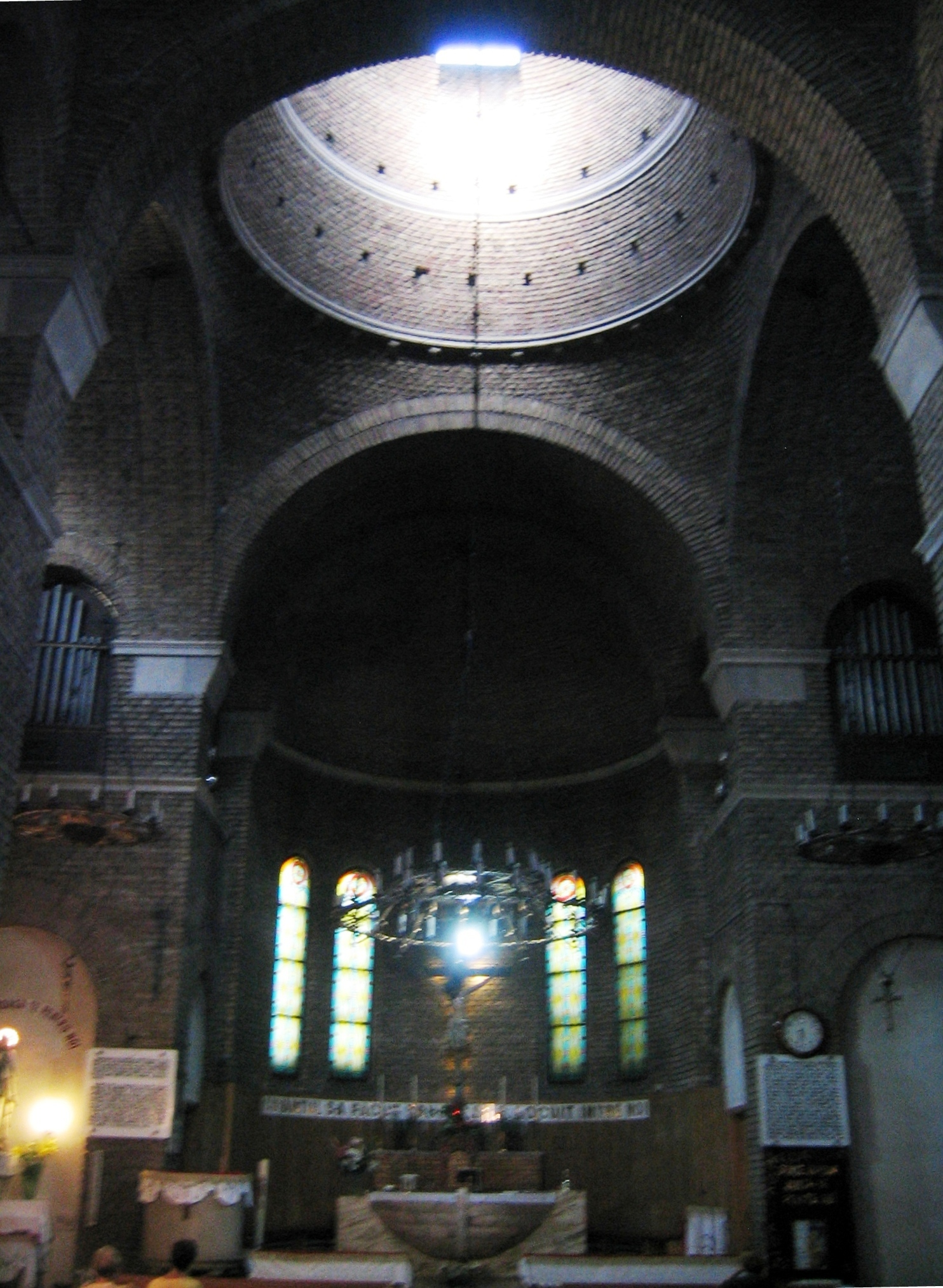
Biserica Sfântul Anton de Padova - interior: altarul și cupola
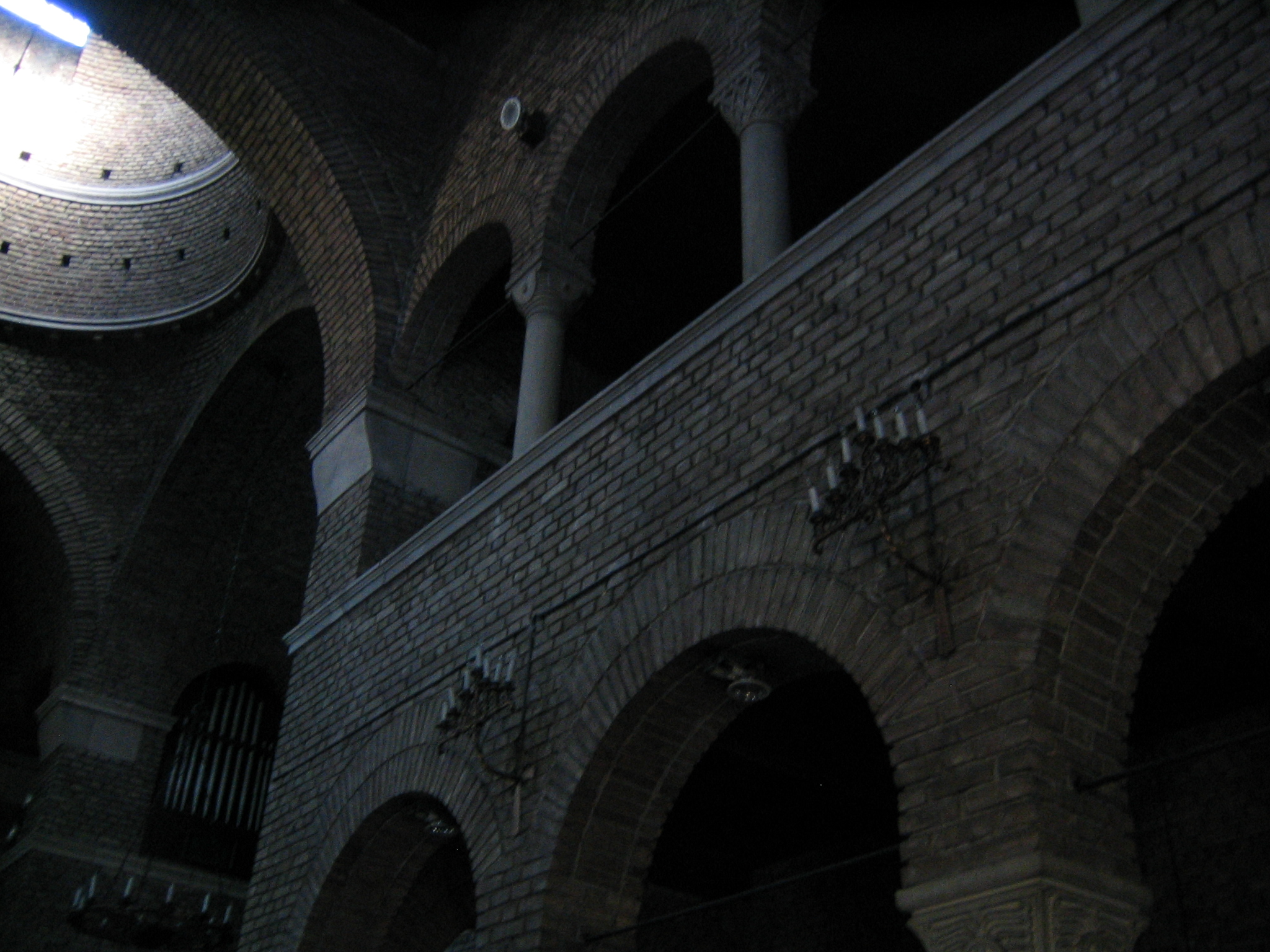
Biserica Sfântul Anton de Padova din Constanța - galerie laterală susținută de coloane
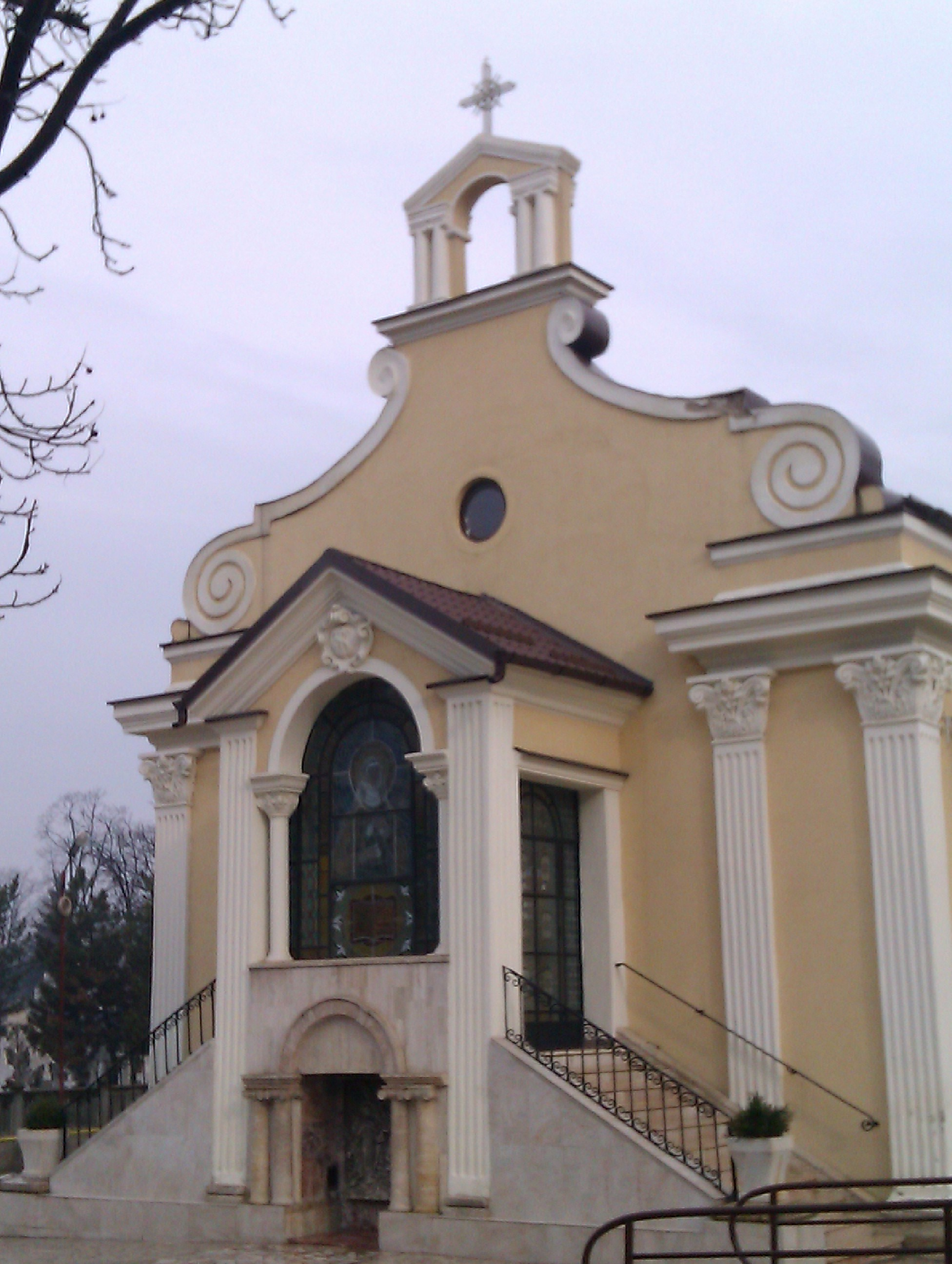
Biserica Sfânta Tereza din București
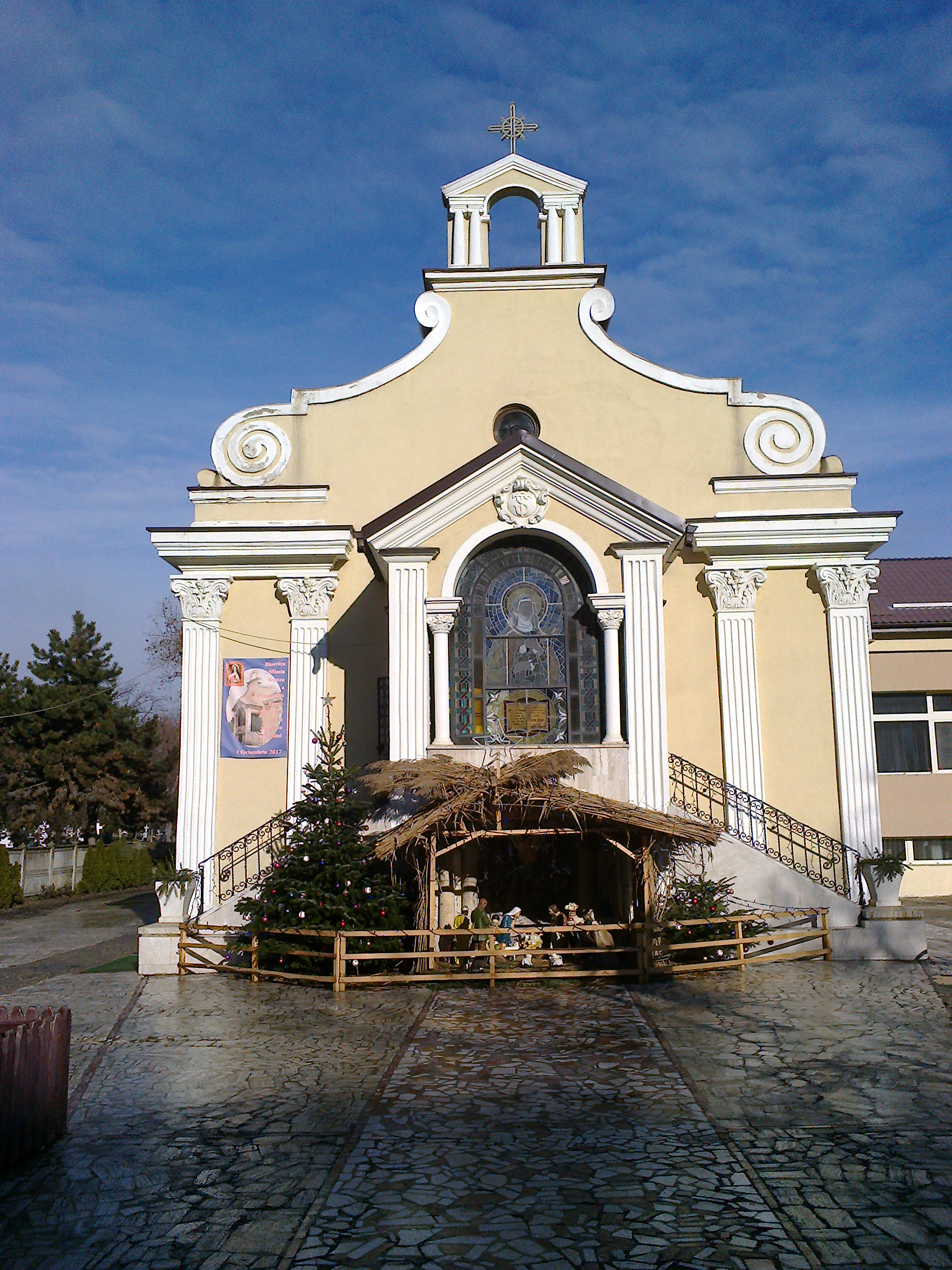
Biserica Sfânta Tereza din București - dec. 2018
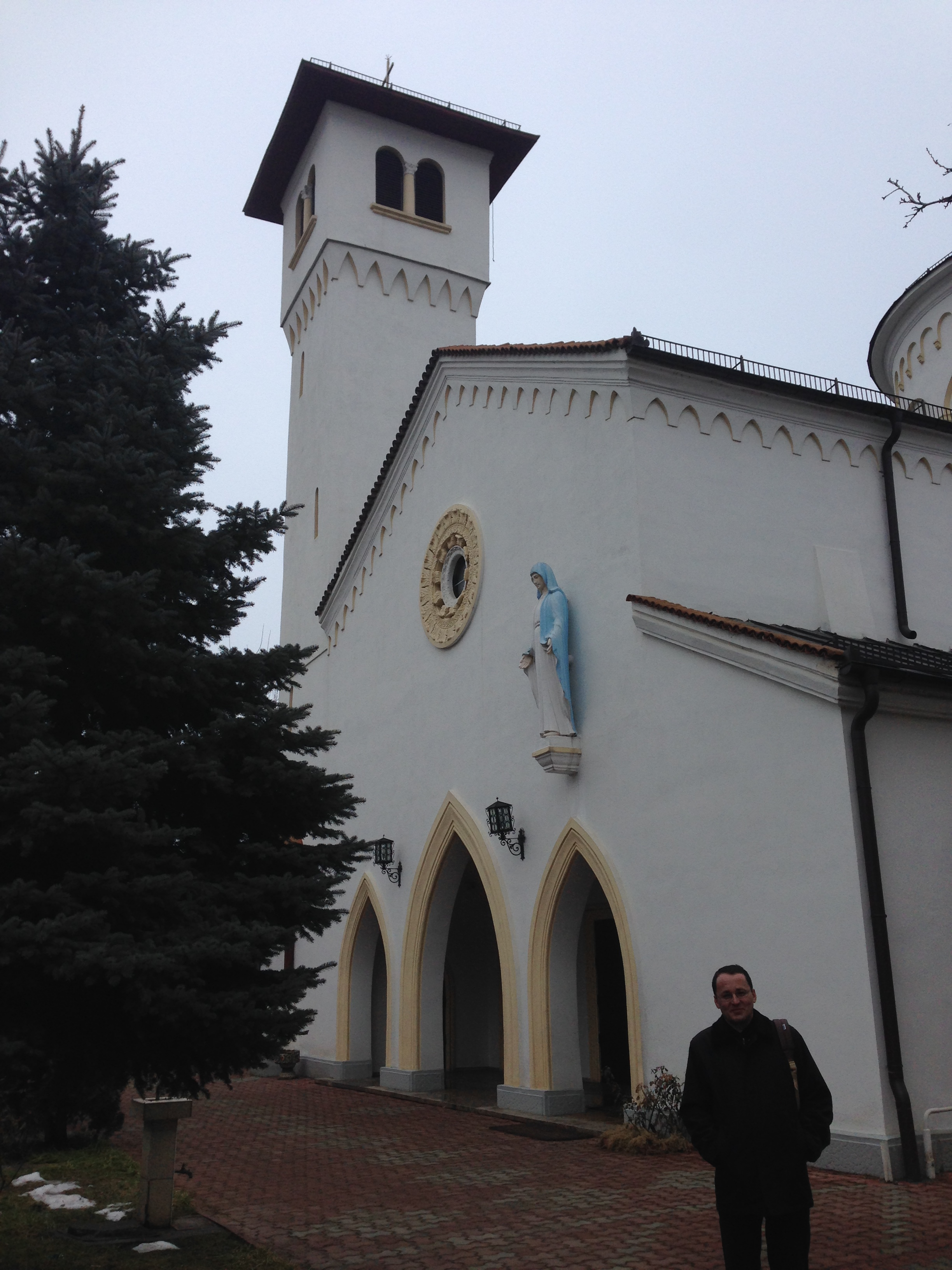
Biserica Cristos Rege din Ploiești
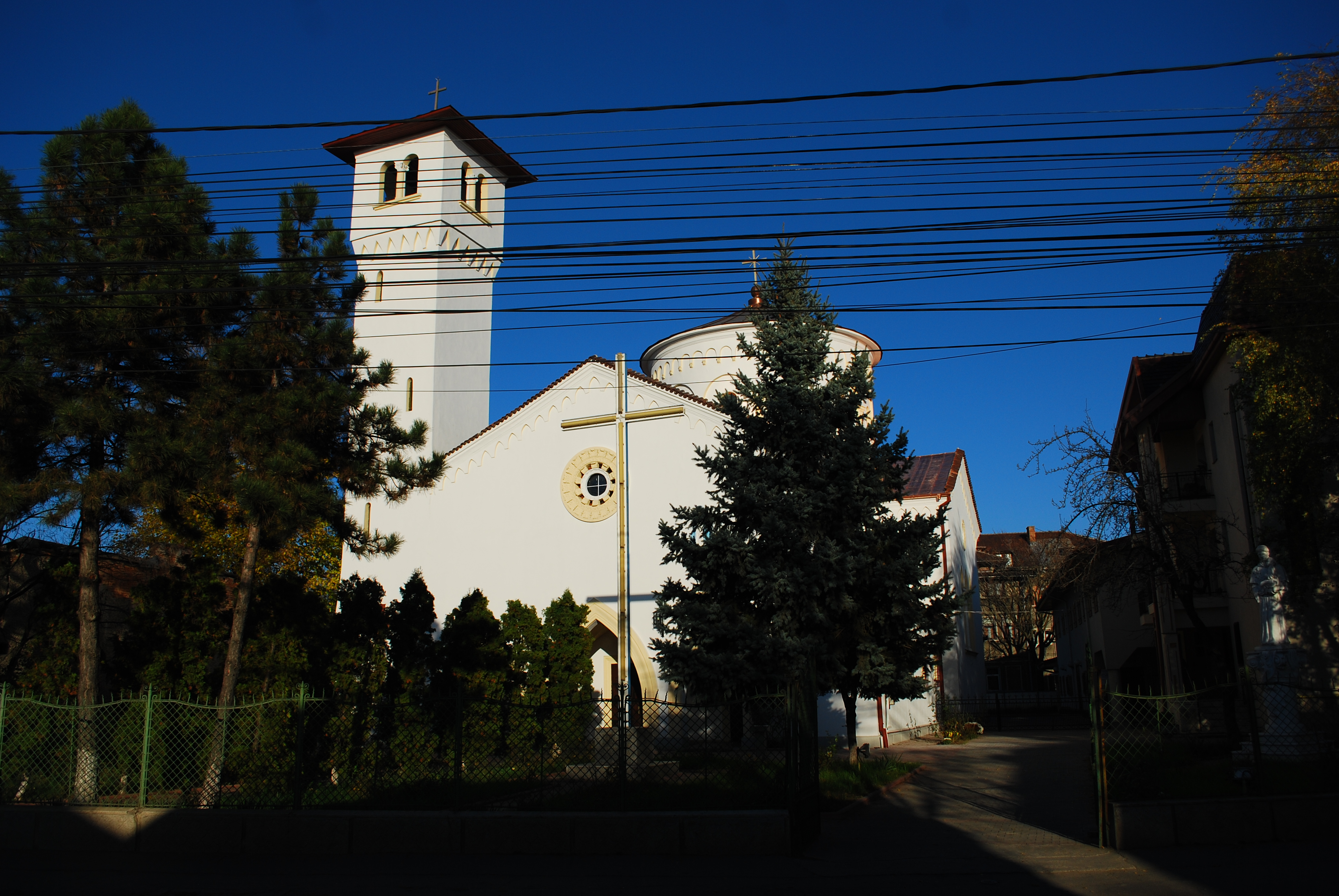
Biserica Cristos Rege din Ploiești